# 6484 Barthibbs
6484 Barthibbs eller 1990 FT1 är en asteroid i huvudbältet som upptäcktes 23 mars 1990 av den amerikanske astronomen Eleanor F. Helin vid Palomar-observatoriet. Den är uppkallad efter den amerikanske fysikern Bart Hibbs.
Asteroiden har en diameter på ungefär 7 kilometer.